# Пиетро Полани
Пиетро Полани (на италиански: Pietro Polani) е тридесет и шести дож на Република Венеция от 1130 до 1148 г.

## Произход
Пиетро Полани произхожда от новозабогатяло семейство имигрирало във Венеция от Пула. Неговият баща Доменико Полани развива успешна търговия с Византия, а синът Пиетро тръгва по стъпките му и бързо се издига.

## Управление
Полани е избран на поста въпреки протестите на фамилиите Дандоло и Бадоер по повод брака му с дъщерята на предишния дож Доменико Микеле Аделаса Микеле. Противниците му протестират заради погазването на декрета, според който обществените длъжности не бива да бъдат предавани по наследство, но въпреки недоволството им Полани застава начело на Венеция.
Новият дож пренебрегва външната политика за сметка на вътрешните проблеми, което позволява на маджарите между 1133 и 1135 г. да отвоюват завладените от предишния дож градове Трогир, Шибеник и Сплит в Далмация. Владенията на Венеция са заплашени и от Падуа и Анкона.
В тази сложна ситуация се създава съвет на сенаторите, който има за задача да съветва дожа, да разглежда и потвърждава или отхвърля неговите решения – по този начин официално възниква второстепенен съвет (minor consiglio) като целта е бъде гарантиран интересът на държавата над личния на дожа. В съвета влизат представители на аристокрацията, банкери и търговци. Постепенно се оформя нова олигархия, която участва в решенията на държавата и която през следващите векове все повече ще ограничава правомощията на дожа.
Новите решения на дожа, одобрени от съвета, са: отказ от участие във Втория кръстоносен поход от 1144 г., свикан от папа Луций II; споразумение с Падуа относно цената на солта и съответно прекратяване на конфликта; изгонването на пизанците от Задар. Знатните венециански фамилии, сред които Бадоер, Морозини, Дандоло, се противопоставят на водената от дожа политика на приятелство по отношение на Византия затова когато Византия препотвърждава търговските привилегии на Венеция над островите Крит, Кипър, Хиос и Родос като награда за оказаната от Пиетро Полани военна помощ срещу норманите на Роже II Сицилиански, дожът нарежда Бадоер да бъдат изпратени в изгнание, а именията на Дандоло сравнени със земята. Пиетро Полани заминава начело на значителен венециански флот да се сражава срещу норманите, но заболяване го принуждава да се върне преждевременно на Апенините, където и умира през 1148 г. в Каорле.

## Семейство
Пиетро Полани е женен за Аделаса Микеле, дъщерята на предишния дож Доменико Микеле, и от брака им се раждат двама синове – Гyидо и Наймерио.